# Interstate '82
Interstate '82 est un jeu vidéo de combat motorisé développé et édité par Activision, sorti en 1999 sur Windows.

## Accueil
- GameSpot : 6,2/10[1]